# Copelatus aequatorius
Copelatus aequatorius är en skalbaggsart som beskrevs av Régimbart 1899. Copelatus aequatorius ingår i släktet Copelatus och familjen dykare. Inga underarter finns listade i Catalogue of Life.